# Приозёрный (Владимирская область)
Приозёрный — посёлок  в Вязниковском районе Владимирской области России, входит в состав муниципального образования «Посёлок Никологоры».

## География
Посёлок с запада примыкает к посёлку городского типа Никологоры.

## История
В годы Советской власти центр Приозёрного сельсовета.

## Население
| 2002 | 2010 | 2021 |
| ---- | ---- | ---- |
| 701  | ↘659 | ↘615 |